# سپرماهی سرعسلی
سپرماهی سرعسلی (نام علمی: Pleuronichthys verticalis) نام یک گونه از زیرخانواده راست‌رویان است.